# 14. mednarodna brigada »La Marseillaise«
Za druge 14. brigade glejte 14. brigada.
14. mednarodna brigada La Marseillaise je bila mednarodna brigada, ki je bila sestavljena iz tujih prostovoljcev in se borila na strani Španske republikanske vojske.

## Zgodovina
Brigada je bila ustanovljena 2. decembra 1936 primarno iz francoskih in francosko-govorečih prostovoljcev; večina so tako predstavljali Francozi, manjšino pa Belgijci in Španci. 

## Organizacija
- Bataljon Commune de Paris (predhodno v 11. mednarodni brigadi)
- Bataljon Domingo Germinal
- Bataljon Henri Barbusse
- Bataljon Louise Michel (predhodno v 13. mednarodni brigadi)
- Bataljon Louise Michel II
- Bataljon Marsellaise
- Bataljon Pierre Brachet
- Bataljon Primera Unidad de Avance
- Bataljon Sans nons o Des Neuf Nationalités
- Bataljon Six Février (pozneje v 15. mednarodni brigadi)
- Bataljon Vaillant-Couturier